# Россия на чемпионате Европы по лёгкой атлетике 2010
Россия была представлена на чемпионате Европы по лёгкой атлетике 2010 года в Барселоне 105 спортсменами. У второй по представительству страны на чемпионате, хозяйки турнира Испании, было на 17 атлетов меньше. Руководство Всероссийской федерации лёгкой атлетики перед чемпионатом огласило медальные планы — 25 медалей, из них 12 золотых. Первые дни турнира сложились для россиян удачно, но в последние они не досчитались наград в ряде дисциплин, где они считались фаворитами. В итоге сборная завоевала 24 медали, 10 из которых оказались золотыми, в том числе в двух заключительных дисциплинах турнира — эстафетах 4×400 метров, победив в неофициальном командном зачёте.

## Участники
| Дисциплина            | Мужчины                                                                                          | Женщины                                                                                                   |
| --------------------- | ------------------------------------------------------------------------------------------------ | --- |
| 100 м                 | Михаил Идрисов                                                                                   | Анна Гурова Юлия Кацура Юна Мехти-Заде                                                                    |
| 200 м                 | Вячеслав Колесниченко                                                                            | Анастасия Капачинская Александра Федорива Юлия Чермошанская                                               |
| 400 м                 | Максим Дылдин Владимир Краснов Павел Тренихин                                                    | Антонина Кривошапка Ксения Усталова Татьяна Фирова                                                        |
| 800 м                 | Юрий Колдин                                                                                      | Татьяна Андрианова Светлана Клюка Мария Савинова                                                          |
| 1500 м                |                                                                                                  | Анна Альминова Наталья Евдокимова Оксана Зброжек                                                          |
| 5000 м                | Александр Орлов Евгений Рыбаков                                                                  | Ольга Головкина Мария Коновалова Елизавета Гречишникова                                                   |
| 10,000 м              | Павел Шаповалов                                                                                  | Инга Абитова Елена Соколова Лилия Шобухова                                                                |
| Марафон               | Юрий Абрамов Олег Кульков Дмитрий Сафронов Алексей Соколов                                       | Евгения Данилова Маргарита Плаксина Татьяна Пушкарёва Сильвия Скворцова Ирина Тимофеева Наиля Юламанова   |
| 110/100 м с барьерами | Евгений Борисов Константин Шабанов                                                               | Татьяна Дектярёва Ольга Самылова                                                                          |
| 400 м с барьерами     | Александр Деревягин                                                                              | Наталья Антюх Наталья Иванова Евгения Исакова                                                             |
| 3000 м с барьерами    | Ильдар Миншин Андрей Фарносов                                                                    | Юлия Заруднева Людмила Кузьмина Любовь Харламова                                                          |
| Высота                | Алексей Дмитрик Иван Ухов Александр Шустов                                                       | Ирина Гордеева Светлана Школина                                                                           |
| Шест                  | Александр Грипич Леонид Кивалов Дмитрий Стародубцев                                              | Юлия Голубчикова Светлана Феофанова                                                                       |
| Длина                 | Дмитрий Плотников Павел Шалин                                                                    | Людмила Колчанова Татьяна Котова Ольга Кучеренко                                                          |
| Тройной               | Люкман Адамс Илья Ефремов Евгений Плотнир                                                        | Надежда Алёхина Наталья Кутякова Алсу Муртазина                                                           |
| Ядро                  |                                                                                                  | Анна Авдеева Ольга Иванова                                                                                |
| Диск                  | Богдан Пищальников                                                                               | Наталья Садова Светлана Сайкина                                                                           |
| Молот                 | Игорь Виниченко                                                                                  | Татьяна Лысенко                                                                                           |
| Копьё                 | Илья Коротков Сергей Макаров                                                                     | Мария Абакумова                                                                                           |
| Многоборье            | Алексей Дроздов Александр Погорелов Василий Харламов                                             | Марина Гончарова Яна Пантелеева Татьяна Чернова                                                           |
| Ходьба на 20 км       | Валерий Борчин Станислав Емельянов Андрей Кривов                                                 | Ольга Каниськина Анися Кирдяпкина Вера Соколова                                                           |
| Ходьба на 50 км       | Юрий Андронов Сергей Бакулин Сергей Кирдяпкин                                                    | |
| Эстафета 4×100 м      | Михаил Идрисов Вячеслав Колесниченко Антон Олифер Роман Смирнов Иван Теплых                      | Анна Гурова Юлия Гущина Юлия Кацура Юна Мехти-Заде Александра Федорива Юлия Чермошанская                  |
| Эстафета 4×400 м      | Алексей Аксёнов Александр Деревягин Максим Дылдин Владимир Краснов Сергей Петухов Павел Тренихин | Ксения Задорина Анастасия Капачинская Антонина Кривошапка Наталья Назарова Ксения Усталова Татьяна Фирова |

## Результаты

### Медальный зачёт
| Страна | Место | Золото | Серебро | Бронза | Всего |
| ------ | ----- | ------ | ------- | ------ | ----- |
| Россия | 1     | 10     | 6       | 8      | 24    |

### Мужчины

#### Беговые дисциплины
| 100 м            | Михаил Идрисов                                                                                      | 10.62    | 26   | Не пробился | Не пробился | Не пробился  | Не пробился  |              |              |
| 200 м            | Вячеслав Колесниченко                                                                               | 20.95 PB | 16 q | 20.88 PB    | 14          | Не пробился  | Не пробился  |              |              |
| 400 м            | Максим Дылдин                                                                                       | 46.21    | 14 q | 45.66 SB    | 13          | Не пробился  | Не пробился  |              |              |
| 400 м            | Владимир Краснов                                                                                    | 46.07    | 11 Q | 45.64       | 12 Q        | 45.24        | 4            |              |              |
| 800 м            | Юрий Колдин                                                                                         | 1:50.64  | 19   | Не пробился | Не пробился | Не пробился  | Не пробился  |              |              |
| 5000 м           | Александр Орлов                                                                                     | 13:41.44 | 14 q |             |             | 13:58.69     | 11           |              |              |
| 5000 м           | Евгений Рыбаков                                                                                     | 13:52.58 | 18   |             |             | Не пробился  | Не пробился  |              |              |
| 10 000 м         | Павел Шаповалов                                                                                     |          |      |             |             | 29:50.02     | 18           |              |              |
| Марафон          | Юрий Абрамов                                                                                        |          |      |             |             | —            | Сход         |              |              |
| Марафон          | Олег Кульков                                                                                        |          |      |             |             | 2:22.24      | 15           |              |              |
| Марафон          | Дмитрий Сафронов                                                                                    |          |      |             |             | 2:18.16      |              |              |              |
| Марафон          | Алексей Соколов                                                                                     |          |      |             |             | 2:20.49      | 9            |              |              |
| 110 м с/б        | Константин Шабанов                                                                                  | 13.73 SB | 15   | Не пробился | Не пробился | Не пробился  | Не пробился  |              |              |
| 400 м с/б        | Александр Деревягин                                                                                 | 50.14    | 5 Q  | 49.85 SB    | 4 Q         | 49.70 SB     | 7            |              |              |
| 3000 м с/б       | Ильдар Миншин                                                                                       | 8:30.14  | 5 Q  |             |             | 8:24.87      | 6            |              |              |
| 3000 м с/б       | Андрей Фарносов                                                                                     | 8:31.88  | 12 q |             |             | 8:37.52      | 11           |              |              |
| Эстафета 4×100 м | Михаил Идрисов Иван Теплых Роман Смирнов Вячеслав Колесниченко                                      | —        | DSQ  |             |             | Не пробились | Не пробились | Не пробились | Не пробились |
| Эстафета 4×400 м | Алексей Аксёнов Максим Дылдин Владимир Краснов (финал) Сергей Петухов (квалификация) Павел Тренихин | 3:04.20  | 4 Q  |             |             | 3:02.14      |              |              |              |
| Ходьба на 20 км  | Станислав Емельянов                                                                                 |          |      |             |             | 1:20.10      |              |              |              |
| Ходьба на 20 км  | Андрей Кривов                                                                                       |          |      |             |             | 1:22.20 SB   | 6            |              |              |
| Ходьба на 50 км  | Юрий Андронов                                                                                       |          |      |             |             | 3:54.22 SB   | 10           |              |              |
| Ходьба на 50 км  | Сергей Бакулин                                                                                      |          |      |             |             | 3:43.26 PB   |              |              |              |
| Ходьба на 50 км  | Сергей Кирдяпкин                                                                                    |          |      |             |             | —            | Сход         |              |              |

#### Технические дисциплины
| Дисциплина  | Спортсмен           | Квалификация | Квалификация | Финал       | Финал       |
| Дисциплина  | Спортсмен           | Результат    | Место        | Результат   | Место       |
| ----------- | ------------------- | ------------ | ------------ | ----------- | ----------- |
| Высота      | Алексей Дмитрик     | 2,26         | 4 q          | 2,26        | 7           |
| Высота      | Иван Ухов           | 2,26         | 1 q          | 2,31        |             |
| Высота      | Александр Шустов    | 2,26         | 2 q          | 2,33 =WL    |             |
| Шест        | Александр Грипич    | —            | —            | Не пробился | Не пробился |
| Шест        | Леонид Кивалов      | 5,4          | 21           | Не пробился | Не пробился |
| Шест        | Дмитрий Стародубцев | 5,6          | 11 q         | —           | —           |
| Длина       | Дмитрий Плотников   | 7,92         | 15           | Не пробился | Не пробился |
| Длина       | Павел Шалин         | 7,94         | 14           | Не пробился | Не пробился |
| Тройной     | Люкман Адамс        | 16,86        | 11 Q         | 16,78       | 6           |
| Тройной     | Илья Ефремов        | —            | —            | Не пробился | Не пробился |
| Тройной     | Евгений Плотнир     | 16,34        | 20           | Не пробился | Не пробился |
| Диск        | Богдан Пищальников  | 60.69        | 16           | Не пробился | Не пробился |
| Молот       | Игорь Виниченко     | 74,88        | 6 q          | 74,31       | 8           |
| Копьё       | Илья Коротков       | 72,04        | 21           | Не пробился | Не пробился |
| Копьё       | Сергей Макаров      | 76,69        | 12 q         | 80,86       | 7           |
| Десятиборье | Алексей Дроздов     |              |              | 8029        | 7           |
| Десятиборье | Василий Харламов    |              |              | 7844        | 13          |

### Женщины

#### Технические дисциплины
Q — вышел в следующий раунд, выполнив квалификационный норматив (заняв квалификационное место в забеге) 

q — вышел в следующий раунд, как lucky loser 

WL — лучший результат сезона в мире 

PB — личный рекорд 

SB — лучший результат спортсмена в сезоне
DSQ — дисквалификация